# The Unstraight Museum
The Unstraight Museum är ett virtuellt museum med inriktning på att bevara och sprida kunskap om HBTQ-historia. Namnet kommer från ordet "straight", som används om heterosexuella personer, och ur det har motsatsordet "unstraight" skapats.

## Historik
Museet startade ur ett initiativ att inför Europride, som hölls i Stockholm 2008, skapa en utställning med icke-strejta perspektiv. I samarbete med Armémuseum, Nobelmuseet, Nationalmuseum, Sjöhistoriska museet, Tekniska museet, Historiska museet och Polismuseet skapades utställningen Article 1, en av de första större utställningarna i Sverige som tog upp HBTQ-historia. Utställningens namn hämtades från den första artikeln i FN:s deklaration om de mänskliga rättigheterna. Artikel 1, som är utställningens svenska namn, gick sedan på turné i samarbete med Svenska Institutet i flera länder på Balkan under åren 2009-2014. Utställningen fick Riksförbundet Sveriges Museers hederspris 2013.
Ett av museets främsta uppgifter, utöver att bevara och synliggöra HBTQ-rörelsens historia, är att samla in och dokumentera HBTQ-gemenskapens samtida berättelser, föremål och bilder. Berättelserna samlas bland annat in direkt på webbsidan där besökare uppmanas ge sin definition av vad som ska ligga i begreppet unstraight och förmedla sin historia. Materialet är kopplat till kulturarvsdatabasen K-samsök.
Från starten har The Unstraight Museum verkat i internationella samarbeten. Utöver vandringsutställningar har insamlingsprojekt bedrivits i länder som Vietnam, och 2014 medverkade The Unstraight Museum i en brittisk museikonferens som lånade både namn och tema från det svenska museet.
2016 fick The Unstraight Museum medel från Statens Kulturråd för ett samarbete med Historiska museet och Livrustkammaren och Skoklosters slott med Stiftelsen Hallwylska museet för att anställa en forskare med hbtqi-kompetens för att jobba med museernas samlingar och basutställningar. 

## Kulturella och Pedagogiska Initiativ
The Unstraight Museum har också samarbetat med olika kulturutövare för att främja sitt uppdrag. Sedan 2013 har **Nicolas Hasselqvist** varit involverad i museets arbete. Hasselqvist är verksam som lärare, skådespelare och projektledare inom kulturområdet, och hans bakgrund har bidragit till museets arbete med konstpedagogik som ett verktyg för att öka förståelsen för samtida sociala frågor. Hans erfarenheter inom teaterproduktion, marknadsföring och medverkan i HBTQ-kulturevenemang som **West Pride** har stödjat museets arbete med att skapa inkluderande program och initiativ för att nå ut till bredare målgrupper.

## Pris och Utmärkelser
År 2022 mottog Pia Laskar, en feminist, forskare och författare som varit involverad i The Unstraight Museum, RFSL Stockholms "Gamla hjältars pris". Hon tilldelades priset för sitt "idoga arbete och engagemang i hur hbtqi-communityt skrivs och beskrivs". Laskar har bidragit till inkluderande kulturarvsinstitutioner genom sitt arbete vid Statens historiska museer och sitt engagemang i The Unstraight Museum, där hon sedan 2020 har arbetat som projektledare, föreläsare, workshopledare och utbildningssamordnare. Hennes insatser har varit betydande för att främja queer historieskrivning och synliggöra hbtqi-personers bidrag till samhället.
Vidare har Laskar skrivit boken "Den outställda sexualiteten – liten praktika för museers förändringsarbete", baserad på hennes forskning vid Statens historiska museer inom projektet Unstraight research. Projektet, som finansierades av Statens Kulturråd och pågick under 2016–2018, initierades av The Unstraight Museum och fokuserade på att utmana den stelnade historieskildringen inom museivärlden. I boken argumenterar Laskar för att museer bör visa hur identiteter har uppstått och hur ideal har skapats, snarare än att enbart addera fler identiteter i utställningar.

## Digital närvaro
The Unstraight Museum använder främst sin digitala plattform för att nå globala målgrupper. Detta tillvägagångssätt möjliggör insamling och spridning av berättelser genom bilder och narrativ, med betoning på tillgänglighet och inkludering. Museet har också antagit virtuella utställningar som ett sätt att utöka sin räckvidd och engagera internationella publiker.

## Framtidsplaner
Museet har långsiktiga planer på att etablera ett fysiskt utrymme, "The Unstraight House", i Sverige. Detta planerade kulturcentrum är tänkt att fungera som en mötesplats för utställningar, utbildningsprogram och samhällsengagemang, vilket ytterligare stärker museets uppdrag att främja hbtqi-synlighet.

## Utställningar
Sedan grundandet har museet producerat över 25 utställningar i mer än 14 länder. Några anmärkningsvärda utställningar inkluderar:
- **"Unstraight Perspectives"** (2014): Hölls i samarbete med UNESCO i Hanoi, Vietnam, med fokus på hbtqi-berättelser i Sydostasien.
- **"Pride Through the Years"** (2015): Ett partnerskap i Belgrad som undersökte Pride-firandets historia och utveckling i Östeuropa.
Dessa utställningar syftar till att främja dialog och kulturellt utbyte samt belysa hbtqi-upplevelsens universalitet över olika regioner.

## Medlemskap
Museet erbjuder medlemsmöjligheter för individer som vill stödja dess uppdrag. Medlemmar bidrar till utvecklingen av utställningar och kulturella initiativ och kan delta i evenemang som anordnas av museet.

## Organisationsinformation
The Unstraight Museum är registrerat som en ideell förening i Sverige. Tabellen nedan innehåller viktiga juridiska och operativa uppgifter om organisationen:
| Attribut              | Detaljer                                                                  |
| --------------------- | ------------------------------------------------------------------------- |
| Juridiskt namn        | The Unstraight Museum                                                     |
| Organisationsnummer   | 802459-7737                                                               |
| Registreringsdatum    | 5 maj 2011                                                                |
| Organisationstyp      | Ideell förening                                                           |
| Antal anställda       | 0                                                                         |
| Branschklassificering | - 82300 – Organisation av kongresser och mässor - 91020 – Museiverksamhet |

The Unstraight Museum drivs som en ideell förening med både enskilda personer och olika museiinstitutioner som medlemmar.